# Лагодів (Львівський район)

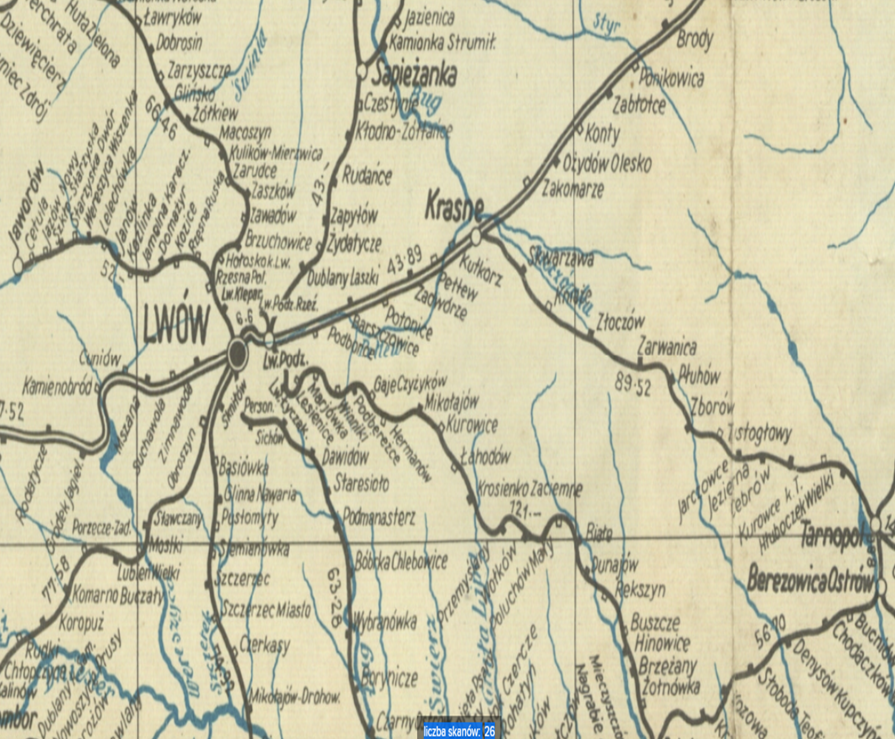
Cхема залізниці Польщі 1938 р

Ла́годів — село в Україні, у Перемишлянській міській громаді Львівського району Львівської області. Населення становить 610 осіб. Орган місцевого самоврядування — Перемишлянська міська рада.

## Населення
На 1 січня 1939 року в селі Лагодів мешкало 2190 осіб, з них: 1840 українців-греко-католиків, 280 українців-латинників, 10 поляків і 60 євреїв; у присілку Ясна мешкало 220 осіб, з них: 30 українців-греко-католиків, 10 українців-латинників і 180 польських колоністів міжвоєнного періоду, а в присілку Затемне — 320 осіб, з них: 160 українців-греко-католиків і 160 українців-латинників.

### Мова
Розподіл населення за рідною мовою за даними перепису 2001 року:
| Мова            | Кількість | Відсоток |
| --------------- | --------- | -------- |
| українська      | 757       | 99.87%   |
| інші/не вказали | 1         | 0.13%    |
| Усього          | 758       | 100%     |

## Історія
Перша писемна згадка про Лагодів датується 1440 роком у протоколах галицького суду, у той час село перебувало у власності Дмитра Лагодовського з гербу Корчак.
Мешканці села були вояками Української галицької армії, зокрема, стрілець Ґац Іван (нар. 1890) та десятник Макар Тимко (нар. 1891).
1 січня 1927 року було вилучено частину сільської гміни Лагодова Перемишлянського повіту Тарнопольського воєводства і з неї утворена самоврядна гміна Сивороги.
У міжвоєнний період в селі діяла читальня товариства «Просвіта». У 1939 році в межах реалізації політики пацифікації польська влада заборонила проводити навчання для неграмотних.

### Власники села
Першим з відомих представників роду Лагодовських є Ванько (в реєстрах — Wanyko), зосереджував у своїх руках значний масив володінь на схід від Львова. У 40-х роках XVI століття родина тимчасово втратила ці маєтності. В кінці 1539 року канонік львівської капітули Миколай Понятовський подав скаргу на сина Ванька, Івашка Ваньковича Лагодовського, оскільки той не сплачував церковну десятину. Генеральний львівський офіціал, канонік Станіслав М'єнда наказав парохам у Гологорах, Вижнянах, Дунаєві та Глинянах (очевидно, найближчі до володінь Лагодовського римо-католицькі парафії на той період), аби вони наклали на Лагодовського подвійне (аґравацію), а згодом і потрійне (супераґравацію) церковне прокляття. Оскільки й через рік після відлучення від церкви Лагодовський не збирався платити десятину, львівська капітула вирішила апелювати до світської влади. На початку 1541 року заступник львівського архієпископа Петра, Марцін з Курова, звернувся до львівського старости Миколая Одновського, аби той, згідно королівських статутів, відібрав у Лагодовського його земельні володіння, на що Одновський погодився. Конфіскація власності Івашка здійснювалася з умовою, що земля буде повернута після зняття інтердикту з останнього73. Згодом земельні володіння Лагодовським були повернуті. Нам відомо, що Александру і Захарії Лагодовським (синам або молодшим братам Івашка) в липні 1571 року вдалося виграти в судовому процесі проти Миколая та Станіслава Каменецьких і відстояти право володіння над селом Новосілка. Однак, згадка про це село як власність братів у поборових документах відсутня. Натомість, станом на 1578 рік Захарія Лагодовський володів 5 селами вздовж золочівського тракту – очевидно, це було все, що залишилося від маєтностей Івашка. Реєстр 1584 року зафіксував власницею дібр Богдану Лагодовську. Зрештою, володіння родини, які на початку XVII століття спільно утримували Анджей та Софія Лагодовські, у січні 1609 року були придбані львівським архієпископом Яном Замойським. Того ж року, у жовтні, король Сигізмунд III Ваза надав Анджею Лагодовському уряд писаря Львівської землі.

### БоротьбаОУНтаУПА
Восени 1945 році в селі перебував підрозділ УПА у складі: Володимира Батинчука (на псевдо «Аркадій»), рій Онуфрія Гриманюка (на псевдо «Муха»), підрайонний провідник на псевдо «Свист».
У серпні 1947 року в Лагодівському лісі відбулася сутичка між групою підпільників і підрозділом емведистів.
5 січня 1948 року, напередодні Різдва, в село Лагодів прибув загін НКВС під командуванням Шемета, дільничого міліціонера Ворони, всього близько 30 осіб. У господарствах селян відкидали загати, у хатах копали ями, зривали бляху на хатах, псували селянське майно, забирали цінні речі. Місцевого жителя Новоградського під час допиту сильно побив Ворона. Штембіцького поставили в саді під яблунею і під загрозою розстрілу так тримали кілька годин. Згаданих людей було відправлено до в'язниці в Глинянах, де їх піддавали тортурам. Щоб дістати горілку, більшовики заарештували в Лагодові Макара Олексу. Коли його жінка принесла горілку — його відпустили. 
6-7 лютого 1948 року на хуторі Добра майже 300 енкаведистів проводили облаву, яка не мала жодного результату. 18 березня того ж року троє повстанців на санях наїхали на 3 більшовиків. Під час бою 2 повстанці загинули, а з числа більшовиків — один загинув та одного було поранено. 21 березня 1948 року більшовиками видане розпорядження про заборону місцевим жителям виходити на вулицю у темний час доби. Хто її порушував, стріляли без попередження. 24 березня 1948 року НКВС заарештувало в селі Тимка Цимбала за те, що двоє його синів перебували у в'язниці. Для його порятунку зібралися односельці і щоби розігнати натовп енкавеесівці стріляли над головами людей.

## Археологічні розвідки
На околицях села велися археологічні розкопки, у результаті яких виявлено артефакти давніх поселень: культури лійчастого посуду, висоцької культури, липицької культури, а також кургани скіфського часу.
У 1965–1967 роках Крушельницька Лариса розкопала поселення ранньоскіфського часу та синхронний йому могильник, який включав 15 поховань на кам'яних площадках. На підставі цих та інших розкопок дослідниця виділила черепинсько-лагодівську групу пам'яток ранньоскіфського часу.

## Пам'ятки, визначні місця
У селі є рідкісна п'ятикупольна дерев'яна церква Святого архангела Михаїла.
У 1909—1944 роках через Лагодів проходила залізниця Львів-Підгайці.

## Відомі люди
- Демкович-Добрянський Михайло (нар. 1905) — український громадський діяч, журналіст, історик; співзасновник Союзу української націоналістичної молоді.
- отець Мох Рудольф — душпастирював у селі[12].
- Пристай-Огоновська Наталка Олексівна (1899—1969) — український живописець.

## Культура
У селі при Народному домі діє аматорський хор «Аксіос» під керівництвом В. Волошина..

## Спорт
У 2021 році відкрито новий сільський стадіон, організовано дитячу футбольну школу.